# Pyramica trymala
Pyramica trymala är en myrart som först beskrevs av Bolton 1983.  Pyramica trymala ingår i släktet Pyramica och familjen myror. Inga underarter finns listade i Catalogue of Life.